# Just Like a Woman
Just Like a Woman er en amerikansk stumfilm fra 1912 af D. W. Griffith.

## Medvirkende
- Mary Pickford
- Grace Henderson
- Harry Hyde
- J. Jiquel Lanoe
- Wilfred Lucas